# シカゴ・ステッピン
シカゴ・ステッピン（シカゴ・スタイル・ステッピン、Chicago-Step、 Stepping、Steppin 'とも呼ばれる）は、 シカゴ発祥の都市 ダンスであり、主流のスウィング・ダンスのジャンル内で独自のスタイルと文化を定義した、米国シカゴのアフリカン・アメリカン・コミュニティーを発祥とする社交ダンス・カルチャーである。デトロイト、クリーブランド、ボルチモア、ワシントンDCなどの都市部を中心として全米各地でワークショップやダンス・コンテストなどのイベントが盛んに開催されており、その独自のスタイルは常に進化を続けている。 
また、シカゴ・ステッピンを踊る人やシカゴ・ステッピンに適した曲のことをシカゴ・ステッパーあるいはステッパーと呼んでいる。   

## 起源
シカゴ・ステッピンは1945~50年頃より流行したバップから発展したものである。シカゴで活動するDJのサム・チャットマンが1973年にシカゴ・ステップという言葉を最初に生み出し、バップからの進化・移行を示したことで広く知られる。そもそもステッピンとして知られるスウィング・ダンスは、ウェスタン・スウィングの家族のようなものである。 親にあたるダンス「シカゴ・バップ」はより東部的なスウィングだったかもしれないが、シカゴ・ステッピンは、特にレーンまたはスロットの使用法に、より西部的な特徴がある。「バップ」という用語は、1970年代初頭までのシカゴの人々によるダンス様式を表すために使用された。 それ以前は、「バップ」は1945年から1950年の間に音楽とダンスを表現するために始まった起源を持つ普遍的に知られた用語だった。シカゴ・ステッピンとして知られるダンスはバップから発展したもので、ジルバ（米名：Jitterbug）の派生である可能性が高い。 

## 概要

### ダンス
シカゴ・ステッピンは男女が１組で踊るペア・ダンスと複数人で同じステップを踏むライン・ダンスがある。
ペア・ダンスはスロット・ダンスであり、男性をリーダー、女性をフォロワーと呼ぶ。フォロワーはスロット（想像上の細く短い長方形）上を前後に移動し続けるが、リーダーは大きく移動することはない。カウントの取り方として３・３・２の８カウントの基本パターン（シンコペート・トリプル2回とダブル）があり、パターンは伝統的に1つのダウンビートで始まる。リーダーが右足からステップする場合、当然フォロワーは左足からステップする。ロールアウトやロールバックといったパターンではスロットやレーン（想像上の細長い線）の上をなぞってステップし、フォロワーはレーンの上から外れることはないが、リーダーはスロットやレーンの上に乗ったり外れたり回ったりする。スロット・ダンスは米国西海岸のウェスタン・スウィングに端を発する。起源は定かではないが、ハリウッドで映画を撮影する際にカメラの画角内に収まりやすくするために限られた範囲（スロット＆レーン）の中で役者を踊らせたという説やナイト・クラブやジャズ・コンサート会場の通路で躍りやすくするために考えられたという説などがある。
ライン・ダンスも３・３・２の８カウントが基本パターンとなる。 
このダンスは、ニューヨーク・ハッスルやウェスト・コースト・スウィングに似た特徴を持っている。 

### 音楽
1978年末にジェフ・ペリーがジェフリー名義でMCAレーベルからリリースした「ジェフリー」というアルバムに収録された「ミスター・フィクス・イット」と「ラヴズ・ゴナ・ラスト」の2曲を地元のラジオ局であるWVAZ（102.7FM / 1390AM）が頻繁にプレイしたことでシカゴ・ステッピンの人気が高まり、特に「ラヴズ・ゴナ・ラスト」はシカゴ・ステッパー達からステッパー讃歌として位置付けられている。
生粋のシカゴアンであるR.ケリーの「ステップ・イン・ザ・ネーム・オブ・ラヴ」が2002年10月に全米ビルボードR&Bチャートで１位を獲得するとシカゴ・ステッピン人気も瞬く間に全米で急上昇し、さらに2004年3月に同チャート７位を獲得した「ハッピー・ピープル」でその人気は不動のものとなった。
その後もアヴァーント、カール・トーマス、エリック・ロバーソンなどのシカゴ出身のアーティスト達がシカゴ・マナーに沿った良質な楽曲を提供しているが、シカゴ・ステッピンのイベントでプレイするDJ達の選曲はジャンルや年代の幅が広く、オールド・ソウルやR&Bはもとよりスムース・ジャズ、ゴスペル、ヒップホップなどのジャンルやUKなど海外アーティストの楽曲が多く使用されている。総じて「ラヴ ＆ ハピネス」をテーマにした楽曲が多く、ビートは効いているがテンポがゆったりしている（BPM70~100）ものが多い。また、暴力や不倫などをテーマにした歌詞を避けるためにインストゥルメンタル・バージョンが使われることも多い。 

### ファッション
シカゴ・ステッピンのイベントではしばしばドレス・コードが設定される。「ホワイト」や「ブラック＆ピンク」など、色を設定する場合や、「帽子着用」など、アイテムを設定することもある。また、「セミ・フォーマル」や「大人っぽい格好で」などの表記も見られる。男性はルーズ・シルエットの３ピーススーツ、女性はタイト・シルエットのワンピースを着用することが多く、男性は羽飾りをつけたフェルトハットやフルブローグのコンビ・シューズなどを、女性はピンヒールのパンプスや大きめのフープピアスなどをコーディネートしている。男女ともビビッドなカラー使いやシャイニーな素材使いが好まれている。